# Archaeothyris
Archaeothyris ist eine Gattung früher synapsider Amnioten („Pelycosaurier“). Sie wurde in Sedimentgesteinen des Oberkarbons von Nova Scotia („Neuschottland“) entdeckt und repräsentiert, mit einem geologischen Alter von rund 308 Millionen Jahren, den bislang ältesten bekannten zweifelsfreien Vertreter jener Amnioten-Entwicklungslinie, die zu den Säugetieren führt.

## Etymologie und Geschichte
Der Gattungsname setzt sich zusammen aus den altgriechischen Wörtern ἀρχαῖος (archaios, ‚altertümlich‘, ‚ursprünglich‘) und θυρίς (thyris, ‚Fenster‘), bedeutet also so viel wie ‚altes Fenster‘. Er bezieht sich auf den Umstand, dass Archaeothyris der älteste Nachweis eines Amnioten mit Schläfenfenster ist. Benannt und beschrieben wurden Archaeothyris und deren einzige Art A. florensis (das Art-Epitheton bezieht sich auf den Fundort Florence) 1972 vom kanadischen Paläontologen Robert Reisz. Die Grabungen, bei denen das Material aufgesammelt wurde, auf das sich die Erstbeschreibung von A. florensis stützt, sind aber bereits 1956 unter der Leitung des berühmten Alfred Romer durchgeführt worden.

## Merkmale

Schädelrekonstruktion von Archaeothyris.

Archaeothyris erreichte eine Länge von rund 50 Zentimetern und war äußerlich echsenähnlich, ähnelte vermutlich entfernt einem heutigen Waran. Sein Schädel ist nur unvollständig und in Einzelteilen erhalten. Dennoch konnte relativ zweifelsfrei festgestellt werden, dass er, wie der Schädel aller frühen Synapsiden, ein einzelnes Schläfenfenster aufwies, das u. a. mehr Platz und Ansatzfläche für die Kiefermuskulatur bot. Die Schnauze war schlank und langgestreckt. Die Zähne wiesen im Wesentlichen alle die gleiche Form auf (Homodontie), sie waren klein und spitzkegelförmig. Auffällig war allerdings ein Paar großer Eckzähne im vorderen Teil des Oberkiefers. Das restliche Skelett ist noch unvollständiger erhalten.

## Lebensweise
Archaeothyris lebte in den tropischen Steinkohle-Sumpfwäldern des heutigen Nordamerikas. Sein Gebiss mit den spitzen Zähnen zeigte, dass Archaeothyris wahrscheinlich räuberisch lebte und sich von Insekten oder kleineren Landwirbeltieren ernährte. Das Schläfenfenster erlaubte es, dass die Kiefermuskulatur kräftig entwickelt und damit stark genug war, trotz einer relativ langen Zahnreihe und eines großen Öffnungswinkels der Kiefer, ausreichend Beiß- und Schnellkraft zu erzeugen. 

## Fundstelle
Archaeothyris ist bislang nur aus einer einzigen Fundstelle, einem Steinkohletagebau bei Florence auf Cape Breton Island (Nova Scotia, Kanada) bekannt. Die Funde entstammen den Schichten im Bereich des sogenannten Lloyd-Cove-Kohleflözes der Morien-Gruppe. Das Lloyd-Cove-Flöz wird ins untere Westfal D (Des-Moines-Stufe Nordamerikas, Moskov-Stufe der internationalen Zeitskala) gestellt und ist damit rund 308 Millionen Jahre alt. Die Gegend war damals von Wäldern und Sumpfgebieten geprägt und das Klima war feucht-warm. Die Überreste von Archaeothyris sind in hohlen versteinerten Stämmen von Bärlapp-Bäumen der Gattung Sigillaria erhalten. In der gleichen Fundstelle wurden auch die Reste von Paleothyris, einem der ältesten bekannten Sauropsiden und möglichem Beutetier von Archaeothyris, gefunden.

## Systematik
Archaeothyris gilt als frühester sicherer Vertreter der Familie Ophiacodontidae, bei der es sich um eine der ursprünglichsten („primitivsten“) Familien der Synapsiden handelt. Die ursprünglichen Synapsiden des Karbons und frühen Perms werden auch „Pelycosaurier“ genannt. Mit 306 Millionen Jahren ist Archaeothyris nicht nur der älteste Ophiacodontide, sondern auch der älteste bekannte Vertreter aller Synapsiden.
Die Ophiacodontiden sind nicht die ursprünglichste Synapsidengruppe und ihre Schädel, einschließlich des Schädels von Archeothyris, weisen einige neue Merkmale auf, die sich bei den ursprünglicheren Synapsidengruppen (Caseasauria und Varanopseidae) nicht finden. Die ältesten Funde dieser ursprünglicheren Gruppen sind jedoch geologisch jünger als Archaeothyris. Dies bedeutet, dass Archaeothyris zwar der älteste bekannte Synapside ist, aber dass noch ursprünglichere Synapsiden bereits vor dem Westfal D gelebt haben müssen. Dies wird gestützt durch die Funde von Hylonomus, einem ursprünglichen Vertreter der Sauropsiden, der Schwestergruppe der Synapsiden, im Westfal A von Nova Scotia.